# Список кавалеров ордена «За заслуги перед Отечеством» за 2013 год

## Кавалеры ордена I степени
1. 26 июня 2013 года, № 578 — Дедов, Иван Иванович — академик Российской академии наук, президент Российской академии медицинских наук, город Москва[1]
2. 13 сентября 2013 года, № 718 — Броневой, Леонид Сергеевич — артист государственного бюджетного учреждения культуры города Москвы «Московский государственный театр „Ленком“»[2]

## Кавалеры ордена II степени
1. 19 января 2013 года, № 32 — Бугаков, Юрий Фёдорович — председатель закрытого акционерного общества племзавода «Ирмень», Ордынский район Новосибирской области
2. 13 марта 2013 года, № 192 — Токарев, Николай Петрович — президент открытого акционерного общества «Акционерная компания по транспорту нефти „Транснефть“», город Москва
3. 19 марта 2013 года, № 242 — Игнатьев, Сергей Михайлович — Председатель Центрального банка Российской Федерации
4. 26 июня 2013 года — Ефремов, Герберт Александрович — почётный генеральный директор, почётный генеральный конструктор ОАО «ВПК „НПО машиностроения“»
5. 2 сентября 2013 года, № 695 — Рашников, Виктор Филиппович — председатель совета директоров открытого акционерного общества «Магнитогорский металлургический комбинат», президент общества с ограниченной ответственностью «Управляющая компания ММК», Челябинская область
6. 13 сентября 2013 года, № 718 — Григорьев, Анатолий Иванович — вице-президент Российской академии наук, город Москва
7. 13 сентября 2013 года, № 718 — Доронина, Татьяна Васильевна — художественный руководитель — директор федерального государственного бюджетного учреждения культуры «Московский Художественный академический театр имени М. Горького»
8. 13 сентября 2013 года, № 718 — Чурикова, Инна Михайловна — артистка государственного бюджетного учреждения культуры города Москвы «Московский государственный театр „Ленком“»

## Кавалеры ордена III степени
1. 7 января 2013 года, № 2 — Комиссар, Михаил Витальевич — генеральный директор закрытого акционерного общества «Интерфакс», город Москва
2. 4 марта 2013 года, № 184 — Набойченко, Станислав Степанович — президент федерального государственного автономного образовательного учреждения высшего профессионального образования «Уральский федеральный университет имени первого Президента России Б. Н. Ельцина», Свердловская область
3. 19 марта 2013 года, № 249 — Кармачёв, Валерий Николаевич — генеральный директор открытого акционерного общества производственного монтажно-строительного предприятия «Электрон», Новосибирская область
4. 19 марта 2013 года, № 257 — Джабаров, Владимир Михайлович — член Совета Федерации Федерального собрания Российской Федерации от законодательного (представительного) органа государственной власти Еврейской автономной области, первый заместитель председателя Комитета Совета Федерации по международным делам
5. 19 марта 2013 года, № 257 — Черешнев, Валерий Александрович — председатель Комитета Государственной думы по науке и наукоёмким технологиям
6. 8 апреля 2013 года, № 338 — Шумейко, Александр Николаевич — начальник федерального государственного бюджетного учреждения «Управление по эксплуатации зданий высших органов власти» Управления делами Президента Российской Федерации
7. 15 апреля 2013 года, № 359 — Силуанов, Антон Германович — министр финансов Российской Федерации
8. 26 апреля 2013 года, № 423 — Краснопольский-Ледов, Владимир Аркадьевич — кинорежиссёр-постановщик федерального государственного унитарного предприятия «Киноконцерн „Мосфильм“», город Москва
9. 26 апреля 2013 года, № 423 — Усков, Валерий Иванович — кинорежиссёр-постановщик федерального государственного унитарного предприятия «Киноконцерн „Мосфильм“», город Москва
10. 29 июня 2013 года, № 595 — Карлин, Александр Богданович — губернатор Алтайского края
11. 13 сентября 2013 года, № 718 — Збруев, Александр Викторович — артист государственного бюджетного учреждения культуры города Москвы «Московский государственный театр „Ленком“»
12. 19 октября 2013 года, № 783 — Антошкин, Николай Тимофеевич — председатель правления межрегиональной общественной организации «Клуб Героев Советского Союза, Героев Российской Федерации и полных кавалеров ордена Славы города Москвы и Московской области»
13. 21 декабря 2013 года, № 929 — Нуряев, Анатолий Сергеевич — первый заместитель генерального директора открытого акционерного общества «Сургутнефтегаз», Ханты-Мансийский автономный округ — Югра

## Кавалеры ордена IV степени
1. 19 января 2013 года, № 33 — Горяев, Сергей Витальевич — действительный член Российской академии художеств, председатель Московского отделения Всероссийской творческой общественной организации «Союз художников России»
2. 21 января 2013 года, № 39 — Башмет, Юрий Абрамович — музыкант, дирижёр, профессор кафедры федерального государственного бюджетного образовательного учреждения высшего профессионального образования «Московская государственная консерватория (университет) имени П. И. Чайковского»
3. 2 февраля 2013 года, № 50 — Мантуров, Денис Валентинович — министр промышленности и торговли Российской Федерации
4. 2 февраля 2013 года, № 53 — Гайнутдинов, Ишмурат Минзаляевич — глава Северо-Енисейского района — председатель Северо-Енисейского районного Совета депутатов Красноярского края
5. 2 февраля 2013 года, № 53 — Короткий, Юрий Фёдорович — первый заместитель директора Федеральной службы по финансовому мониторингу
6. 2 февраля 2013 года, № 53 — Шмойлов, Михаил Алексеевич — директор федерального государственного бюджетного учреждения «Дом отдыха "Снегири"» Управления делами Президента Российской Федерации, Московская область
7. 2 февраля 2013 года, № 54 — Волков Сергей Александрович — инструктор-космонавт-испытатель — заместитель командира отряда космонавтов федерального государственного бюджетного учреждения «Научно-исследовательский испытательный центр подготовки космонавтов имени Ю. А. Гагарина», Московская область
8. 2 февраля 2013 года, № 57 — Загорулько, Евгений Петрович — старший тренер сборной команды России по лёгкой атлетике федерального государственного бюджетного учреждения «Центр спортивной подготовки сборных команд России», город Москва
9. 2 февраля 2013 года, № 57 — Маргиев, Анатолий Хазбиевич — старший тренер-начальник спортивной команды по греко-римской и вольной борьбе федерального автономного учреждения Министерства обороны Российской Федерации «Центральный спортивный клуб Армии», город Москва
10. 2 февраля 2013 года, № 60 — Груздев, Владимир Сергеевич — губернатор Тульской области
11. 4 марта 2013 года, № 184 — Глебова, Любовь Николаевна — действительный государственный советник Российской Федерации 1 класса, город Москва
12. 19 марта 2013 года, № 240 — Гениатулин, Равиль Фаритович, Забайкальский край
13. 19 марта 2013 года, № 243 — Акимов, Андрей Игоревич — председатель правления открытого акционерного общества «Газпромбанк», город Москва
14. 19 марта 2013 года, № 247 — Сакович, Геннадий Викторович — академик Российской академии наук, советник Российской академии наук, научный руководитель федерального государственного бюджетного учреждения науки Института проблем химико-энергетических технологий Сибирского отделения Российской академии наук, Алтайский край
15. 19 марта 2013 года, № 253 — Цариковский, Андрей Юрьевич — статс-секретарь — заместитель руководителя Федеральной антимонопольной службы
16. 19 марта 2013 года, № 253 — Колесников, Николай Николаевич — электрогазосварщик общества с ограниченной ответственностью строительного предприятия «Адамовская передвижная механизированная колонна 2», Оренбургская область
17. 19 марта 2013 года, № 256 — Савельев, Виталий Геннадьевич — генеральный директор открытого акционерного общества «Аэрофлот — российские авиалинии», город Москва
18. 19 марта 2013 года, № 257 — Сибагатуллин, Фатих Саубанович — депутат Государственной думы Федерального собрания Российской Федерации
19. 25 марта 2013 года, № 268 — Сулим, Фёдор Егорович — глава администрации муниципального района «Алексеевский район и город Алексеевка» Белгородской области
20. 5 апреля 2013 года, № 331 — Андроникова, Екатерина Ираклиевна — заместитель директора Дирекции цикловых и тематических программ филиала федерального государственного унитарного предприятия «Всероссийская государственная телевизионная и радиовещательная компания» «Государственная телевизионная и радиовещательная компания „Культура“»
21. 12 апреля 2013 года, № 350 — Балахничёв, Валентин Васильевич — президент Общероссийской общественной организации «Всероссийская федерация лёгкой атлетики», город Москва
22. 22 апреля 2013 года, № 410 — Сорочкин, Александр Сергеевич — заместитель Председателя Следственного комитета Российской Федерации — руководитель Главного военного следственного управления
23. 26 апреля 2013 года, № 426 — Исаев, Андрей Константинович — председатель Комитета Государственной думы по труду, социальной политике и делам ветеранов
24. 7 мая 2013 года, № 451 — Задорнов, Михаил Михайлович — президент — председатель правления Банка ВТБ 24 (закрытого акционерного общества)
25. 20 мая 2013 года, № 497 — Вавилов, Геннадий Алексеевич — профессор по кафедре федерального государственного бюджетного образовательного учреждения высшего профессионального образования «Петрозаводская государственная консерватория (академия) имени А. К. Глазунова», Республика Карелия
26. 20 мая 2013 года, № 500 — Хабриев, Рамил Усманович — директор федерального государственного бюджетного учреждения «Национальный научно-исследовательский институт общественного здоровья» Российской академии медицинских наук, город Москва
27. 1 июня 2013 года, № 526 — Филиппов, Михаил Иванович — артист государственного бюджетного учреждения культуры города Москвы «Московский академический театр имени Вл. Маяковского»
28. 12 июня 2013 года, № 557 — Умаханов, Ильяс Магомед-Саламович — член Совета Федерации Федерального собрания Российской Федерации от исполнительного органа государственной власти Республики Дагестан, заместитель Председателя Совета Федерации Федерального собрания Российской Федерации
29. 14 июня 2013 года, № 564 — Осипов, Юрий Сергеевич — академик Российской академии наук, город Москва
30. 26 июня 2013 года, № 583 — Горегляд, Валерий Павлович — заместитель Председателя Счётной палаты Российской Федерации
31. 26 июня 2013 года, № 583 — Стреха, Андрей Павлович — механизатор закрытого акционерного общества «Чумакова», Морозовский район Ростовской области
32. 26 июня 2013 года, № 583 — Целько, Александр Витальевич — вице-президент открытого акционерного общества «Российские железные дороги», город Москва
33. 26 июня 2013 года, № 583 — Калимулин, Дмитрий Рафаэльевич — начальник Референтуры Президента Российской Федерации
34. 29 июня 2013 года, № 595 — Любимов, Юрий Петрович — режиссёр, член Общероссийской общественной организации «Союз театральных деятелей Российской Федерации (Всероссийское театральное общество)», город Москва
35. 6 июля 2013 года, № 608 — Усманов, Алишер Бурханович — генеральный директор общества с ограниченной ответственностью «Газпром инвестхолдинг», город Москва
36. 25 июля 2013 года, № 638 — Бондаренко, Александр Дмитриевич — тракторист закрытого акционерного общества имени С. М. Кирова, Песчанокопский район Ростовской области
37. 25 июля 2013 года, № 638 — Дудов, Николай Николаевич, Магаданская область
38. 25 июля 2013 года, № 639 — Неменский, Борис Михайлович — художник, действительный член Российской академии художеств, город Москва
39. 16 августа 2013 года, № 679 — Лебедев, Вячеслав Михайлович — Председатель Верховного суда Российской Федерации
40. 16 августа 2013 года, № 680 — Артемьев, Эдуард Николаевич — композитор, член региональной общественной организации «Союз московских композиторов»
41. 2 сентября 2013 года, № 695 — Митин, Сергей Герасимович — губернатор Новгородской области
42. 13 сентября 2013 года, № 718 — Черевичко, Василий Егорович — тракторист сельскохозяйственного производственного кооператива — племзавода «Дружба», Апанасенковский район Ставропольского края
43. 13 сентября 2013 года, № 718 — Захаров, Марк Анатольевич — художественный руководитель государственного бюджетного учреждения культуры города Москвы «Московский государственный театр „Ленком“»
44. 13 сентября 2013 года, № 718 — Певцов, Дмитрий Анатольевич — артист государственного бюджетного учреждения культуры города Москвы «Московский государственный театр „Ленком“»
45. 13 сентября 2013 года, № 718 — Шаевич, Адольф Соломонович — главный раввин России, председатель совета местной религиозной организации «Московская еврейская религиозная община»
46. 19 октября 2013 года, № 783 — Таджуддинов, Талгат Сафич — шейх-уль-ислам, верховный муфтий, председатель Центрального духовного управления мусульман России, Республика Башкортостан
47. 19 октября 2013 года, № 783 — Юдашкин, Валентин Абрамович — художественный руководитель общества с ограниченной ответственностью «Валентин Юдашкин», город Москва
48. 19 октября 2013 года, № 783 — Писецкий, Борис Леонидович — старший тренер-преподаватель государственного автономного учреждения дополнительного образования Новосибирской области специализированной детско-юношеской спортивной школы олимпийского резерва «Центр по фехтованию»
49. 23 октября 2013 года, № 796 — Кукура, Сергей Петрович — первый вице-президент открытого акционерного общества «Нефтяная компания „ЛУКОЙЛ“», город Москва
50. 23 октября 2013 года, № 796 — Фурманов, Рудольф Давыдович — художественный руководитель — директор учреждения культуры «Санкт-Петербургский театр „Русская антреприза“ имени Андрея Миронова»
51. 15 ноября 2013 года, № 843 — Чистова, Вера Ергешевна — действительный государственный советник Российской Федерации 1 класса, город Москва
52. 2 декабря 2013 года, № 876 — Рябков, Сергей Алексеевич — заместитель министра иностранных дел Российской Федерации
53. 10 декабря 2013 года, № 905 — Темирканов, Юра Хатиевич — художественный руководитель федерального государственного бюджетного учреждения культуры «Санкт-Петербургская академическая филармония имени Д. Д. Шостаковича»
54. 21 декабря 2013 года, № 929 — Волчек, Галина Борисовна — художественный руководитель государственного бюджетного учреждения культуры города Москвы «Московский театр „Современник“»
55. 24 декабря 2013 года, № 950 — Юдаева, Ксения Валентиновна — действительный государственный советник Российской Федерации 1 класса, город Москва